# Pulitzer-Preis/Geschichte
Der Pulitzer-Preis für Geschichte (Pulitzer Prize for History; American History Award) wird seit 1917 für das beste Buch über die amerikanische Geschichte vergeben. Die ursprüngliche Kategoriebeschreibung lautete: „Für das beste Buch des Jahres über die Geschichte der Vereinigten Staaten.“ („For the best book of the year upon the history of the United States.“) Da in dieser Beschreibung nicht die grundsätzliche Bestimmung aus Pulitzers Testament erwähnt war, dass der Preis nur an Amerikaner verliehen werden sollte, und die für die Auswahl der Gewinner Zuständigen diese Bestimmung übersahen, wurde der Pulitzer-Preis für Geschichte bereits im ersten Jahr einem Franzosen verliehen. 1919, 1984 und 1994 gab es keine Preisträger.

## Liste der Preisträger

### 1917–1919
- 1917: With Americans of Past and Present Days von Jean Jules Jusserand
- 1918: A History of the Civil War, 1861–1865 von James Ford Rhodes
- 1919: Nicht vergeben.
Die Juroren empfahlen dem Beirat (Advisory Board), keinen Preis zu vergeben, da sie sich nicht imstande sahen, ein Buch auszuwählen, das auf Anhieb so wichtig oder so gut geschrieben sei, dass es zweifellos einen Preis verdient habe.[Handbook 2]

### 1920–1929
- 1920: The War with Mexico von Justin Harvey Smith
- 1921: The Victory at Sea von William S. Sims und Burton J. Hendrick
- 1922: The Founding of New England von James Truslow Adams
- 1923: The Supreme Court in United States History von Charles Warren
- 1924: The American Revolution: A Constitutional Interpretation von Charles Howard McIlwain
- 1925: History of the American Frontier von Frederic L. Paxson
- 1926: A History of the United States von Edward Channing.
Da die Juroren sich nur auf eine Liste von Finalisten einigen konnten, wurde Channings Buch vom Advisory Board ausgewählt.[Handbook 3]
- 1927: Pinckney’s Treaty von Samuel Flagg Bemis
- 1928: Main Currents in American Thought von Vernon Louis Parrington
- 1929: The Organization and Administration of the Union Army, 1861–1865 von Fred Albert Shannon

### 1930–1939
- 1930: The War of Independence von Claude H. Van Tyne.
Nachdem die Juroren zu dem Schluss gekommen waren, dass der Preis nicht vergeben werden sollte, dem Advisory Board jedoch schließlich zwei Werke als Vorschlag vorlegten, wählte der Beirat Van Tyne als Preisträger aus, der von der Jury allerdings als Zweitplatzierter vorgeschlagen worden war.[Handbook 4]
- 1931: The Coming of the War, 1914 von Bernadotte Everly Schmitt
- 1932: My Experiences in the World War von John J. Pershing
- 1933: The Significance of Sections in American History von Frederick Jackson Turner
- 1934: The People’s Choice von Herbert Agar
- 1935: The Colonial Period of American History von Charles McLean Andrews
- 1936: A Constitutional History of the United States von Andrew C. McLaughlin
- 1937: The Flowering of New England, 1815–1865 von Van Wyck Brooks
- 1938: The Road to Reunion, 1865–1900 von Paul Herman Buck
- 1939: A History of American Magazines von Frank Luther Mott

### 1940–1949
- 1940: Abraham Lincoln: The War Years von Carl Sandburg
- 1941: The Atlantic Migration, 1607–1860 von Marcus Lee Hansen
- 1942: Reveille in Washington, 1860–1865 von Margaret Leech
- 1943: Paul Revere and the World He Lived In von Esther Forbes
- 1944: The Growth of American Thought von Merle Curti
- 1945: Unfinished Business von Stephen Bonsal.
Bonsals Werk war nicht auf der von der Jury erstellten Liste der Finalisten enthalten; der Beirat lehnte alle Vorschläge der Jury ab und machte von seinem Recht Gebrauch, den Preisträger selbst zu bestimmen.[Handbook 5]
- 1946: The Age of Jackson von Arthur M. Schlesinger
- 1947: Scientists Against Time von James Phinney Baxter III
- 1948: Across the Wide Missouri von Bernard DeVoto
- 1949: The Disruption of American Democracy von Roy Franklin Nichols

### 1950–1959
- 1950: Art and Life in America von Oliver Waterman Larkin.
Mit Larkin folgte der Beirat nicht dem Jury-Bericht, der das Werk auf dem 2. Platz gesehen hatte.[Handbook 6]
- 1951: The Old Northwest, Pioneer Period 1815–1840 von R. Carlyle Buley
- 1952: The Uprooted von Oscar Handlin
- 1953: The Era of Good Feelings von George Dangerfield
- 1954: A Stillness at Appomattox von Bruce Catton.
Mit Catton als ehemaligem Reporter und Regierungsangestellten überstimmte der Beirat die Wahl der Juroren und verlieh den Preis an einen nicht studierten Historiker.[Handbook 7]
- 1955: Great River: The Rio Grande in North American History von Paul Horgan
- 1956: The Age of Reform von Richard Hofstadter
- 1957: Russia Leaves the War: Soviet-American Relations, 1917–1920 von George F. Kennan
- 1958: Banks and Politics in America von Bray Hammond
- 1959: The Republican Era: 1869–1901 von Leonard D. White und Jean Schneider.
Die Juroren empfahlen, der ganzen Buchreihe (zu der auch The Federalists, The Jeffersonians und The Jacksonians gehören) den Pulitzer-Preis zu verleihen, da sie die Verwaltungsgeschichte (administrative history) als ein zu der Zeit neues Geschichtsfeld begründeten.[Handbook 8]

### 1960–1969
- 1960: In the Days of McKinley von Margaret Leech.
Mit Margaret Leech überstimmte der Beirat die Jury, die das Buch nur auf dem 3. Platz gesehen hatten. Die Jury hatte ihre Wahl damit begründet, dass Leech die McKinley-Zeit überwiegend kritiklos beschrieben hatte.[Handbook 9]
- 1961: Between War and Peace: The Potsdam Conference von Herbert Feis
- 1962: The Triumphant Empire: Thunder-Clouds Gather in the West, 1763–1766 von Lawrence Henry Gipson
- 1963: Washington, Village and Capital, 1800–1878 von Constance McLaughlin Green
- 1964: Puritan Village: The Formation of a New England Town von Sumner Chilton Powell
- 1965: The Greenback Era von Irwin Unger.
Die Juroren hatten es zwar in ihrer Auswahl der drei Finalisten als sehr schwierig angesehen, einen Favoriten zu ernennen; mit Unger, der auf dem dritten Platz dieser Liste gestanden hatte, entschied sich der Beirat allerdings für einen anderen Gewinner.[Handbook 10]
- 1966: The Life of the Mind in America von Perry Miller.
Perry Miller war bereits in den 1950er Jahren Finalist im Pulitzer-Preis für Geschichte gewesen. Zwei der drei Juroren hatten sich für einen anderen Preisträger entschieden; der dritte Juror, dem der Beirat folgte, sah in Millers Buch eine neue Sicht auf ein Themenfeld, die zu anhaltenden Diskussionen und Überlegungen führen würde.[Handbook 11]
- 1967: Exploration and Empire: The Explorer and the Scientist in the Winning of the American West von William H. Goetzmann
- 1968: The Ideological Origins of the American Revolution von Bernard Bailyn
- 1969: Origins of the Fifth Amendment von Leonard Levy

### 1970–1979
- 1970: Present at the Creation: My Years in the State Department von Dean Acheson
- 1971: Roosevelt: The Soldier of Freedom von James MacGregor Burns
- 1972: Neither Black Nor White von Carl Neumann Degler
- 1973: People of Paradox: An Inquiry Concerning the Origins of American Civilization von Michael Kammen
- 1974: The Americans: The Democratic Experience von Daniel J. Boorstin
- 1975: Jefferson and His Time von Dumas Malone.
Malone war von der Jury nicht als Pulitzer-Preisträger vorgeschlagen worden, sondern zusätzlich zu den drei Finalisten als Empfehlung für eine „Besondere Erwähnung“ (special citation). Der Beirat hatte sich überraschend für Malone als Pulitzer-Preisträger entschieden.[Handbook 12]
- 1976: Lamy of Santa Fe von Paul Horgan
- 1977: The Impending Crisis, 1841–1867 von David M. Potter, posthum (vervollständigt und herausgegeben von Don E. Fehrenbacher)
- 1978: The Visible Hand: The Managerial Revolution in American Business von Alfred D. Chandler, Jr.
- 1979: The Dred Scott Case: Its Significance in American Law and Politics von Don E. Fehrenbacher

### 1980–1989
- 1980: Been in the Storm So Long von Leon Litwack.
Die Jury hat in diesem Jahr keine Platzierung vorgenommen, sondern die drei Finalisten gleichwertig vorgeschlagen.[Handbook 13]
- 1981: American Education: The National Experience, 1783–1876 von Lawrence A. Cremin
- 1982: Mary Chesnut’s Civil War by C. Vann Woodward
- 1983: The Transformation of Virginia, 1740–1790 von Rhys Isaac
- 1984: nicht vergeben,
die Juroren waren sich schon in ihrer ersten Sitzung einig, „dass 1983 kein starkes Geschichtsjahr war und dass es schwierig sein würde, ein Werk auszuwählen, das so weit heraussticht, dass es diesen Preis verdient.“ Der Beirat folge dieser Einschätzung.[Handbook 14]
- 1985: Prophets of Regulation von Thomas K. McCraw
- 1986: ...the Heavens and the Earth: A Political History of the Space Age von Walter A. McDougall
- 1987: Voyagers to the West: A Passage in the Peopling of America on the Eve of the Revolution von Bernard Bailyn.
Bailyn hatte bereits 1968 den Pulitzer-Preis für Geschichte gewonnen.
- 1988: The Launching of Modern American Science, 1846–1876 von Robert V. Bruce
- 1989: Battle Cry of Freedom: The Civil War Era von James M. McPherson
- 1989: Parting the Waters: America in the King Years 1954–1963 von Taylor Branch.
Zum ersten Mal wurde die Auszeichnung in dieser Kategorie an zwei Autoren vergeben.

### 1990–1999
- 1990: In Our Bild: America’s Empire in the Philippines von Stanley Karnow
- 1991: A Midwife’s Tale von Laurel Thatcher Ulrich
- 1992: The Fate of Liberty: Abraham Lincoln and Civil Liberties von Mark E. Neely, Jr.
- 1993: The Radicalism of the American Revolution von Gordon S. Wood
- 1994: nicht vergeben,
die drei von den Juroren ausgewählten Finalisten wurden vom Beirat nicht akzeptiert, so dass er beschloss, keinen Preis in dieser Kategorie zu vergeben.[Handbook 15]
- 1995: No Ordinary Time: Franklin and Eleanor Roosevelt: The Home Front in World War II von Doris Kearns Goodwin
- 1996: William Cooper’s Town: Power and Persuasion on the Frontier of the Early American Republic von Alan Taylor
- 1997: Original Meanings: Politics and Ideas in the Making of the Constitution von Jack N. Rakove
- 1998: Summer for the Gods: The Scopes Trial and America’s Continuing Debate Over Science and Religion von Edward J. Larson
- 1999: Gotham: A History of New York City to 1898 von Edwin G. Burrows und Mike Wallace

### 2000–2009
- 2000: Freedom From Fear: The American People in Depression and War, 1929–1945 von David M. Kennedy
- 2001: Founding Brothers: The Revolutionary Generation von Joseph J. Ellis
- 2002: The Metaphysical Club: A Story of Ideas in America von Louis Menand
- 2003: An Army at Dawn: The War in North Africa 1942–1943 von Rick Atkinson
- 2004: A Nation Under Our Feet von Steven Hahn
- 2005: Washington’s Crossing von David Hackett Fischer
- 2006: Polio: An American Story von David Oshinsky
- 2007: The Race Beat: The Press, the Civil Rights Struggle, and the Awakening of a Nation von Gene Roberts und Hank Klibanoff
- 2008: What Hath God Wrought von Daniel Walker Howe
- 2009: The Hemingses of Monticello: An American Family von Annette Gordon-Reed

### 2010–2019
- 2010: Lords of Finance: The Bankers Who Broke the World von Liaquat Ahamed
- 2011: The Fiery Trial: Abraham Lincoln and American Slavery von Eric Foner
- 2012: Malcolm X: A Life of Reinvention von Manning Marable
- 2013: Embers of War: The Fall of an Empire and the Making of America’s Vietnam von Fredrik Logevall
- 2014: The Internal Enemy: Slavery and War in Virginia, 1772–1832 von Alan Taylor
- 2015: Encounters at the Heart of the World: A History of the Mandan People von Elizabeth A. Fenn
- 2016: Custer’s Trials: A Life on the Frontier of a New America von T. J. Stiles
- 2017: Blood in the Water: The Attica Prison Uprising of 1971 and Its Legacy von Heather Ann Thompson
- 2018: The Gulf: The Making of an American Sea von Jack E. Davis
- 2019: Frederick Douglass: Prophet of Freedom von David W. Blight

### 2020–2029
- 2020: Sweet Taste of Liberty: A True Story of Slavery and Restitution in America von W. Caleb McDaniel
- 2021: Franchise: The Golden Arches in Black America von Marcia Chatelain
- 2022: Covered with Night: A Story of Murder and Indigenous Justice in Early America von Nicole Eustace sowie:
- 2022: Cuba: An American History von Ada Ferrer
- 2023: Freedom’s Dominion: A Saga of White Resistance to Federal Power von Jefferson Cowie
- 2024: No Right to an Honest Living: The Struggles of Boston’s Black Workers in the Civil War Era von Jacqueline Jones
- 2025: Combee: Harriet Tubman, the Combahee River Raid, and Black Freedom During the Civil War, von Edda L. Fields-Black
- 2025: Native Nations: A Millennium in North America, von Kathleen DuVal